# Rudergänger

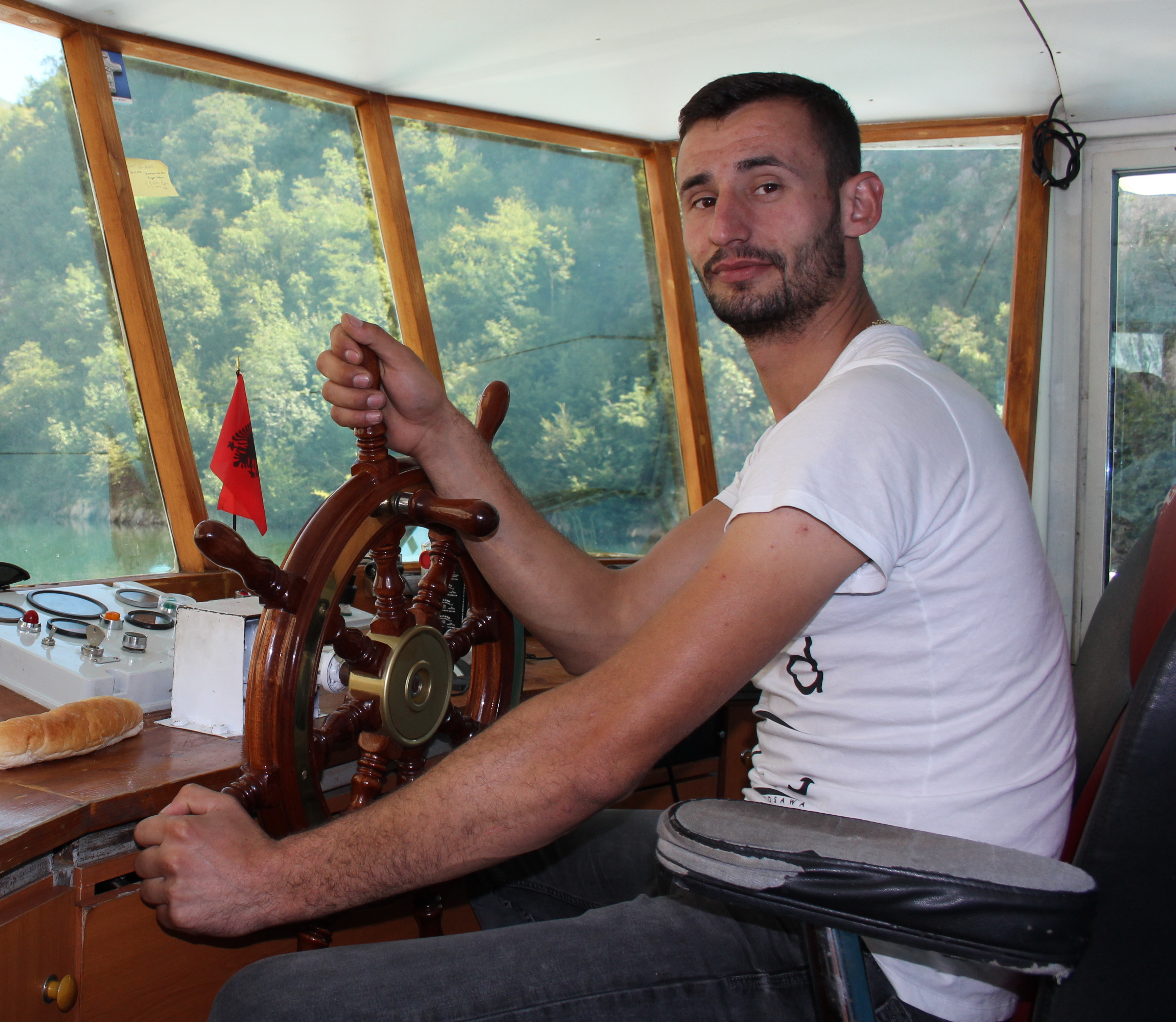
Steuermann und Rudergänger der Autofähre am Koman-See in Albanien

Als Rudergänger (auch: Rudergast) wird dasjenige Besatzungsmitglied bezeichnet, das nach den Weisungen der Schiffsführung ein Wasserfahrzeug mit dem Ruder steuert, hierzu zählen auch Manöver des letzten Augenblicks und Abgabe von Warnsignalen.
In der Kriegsmarine wird der beste Rudergänger als „Gefechtsrudergänger“ bezeichnet. Dieser Begriff hat auch in die Handelsmarine Eingang gefunden. Dieser Rudergänger wird dann eingesetzt, wenn es auf sehr genaues Steuern ankommt, zum Beispiel im Revier oder bei Hafen- oder Anlegemanövern.
In der Sportschifffahrt ist für den Rudergänger keine besondere Ausbildung erforderlich. Der an Bord anwesende Skipper muss die erforderliche Fahrerlaubnis besitzen, anders als beim Straßenverkehr muss er aber zu keinem Zeitpunkt das Ruder selbst bedienen, sondern kann das jedem fähigen Crewmitglied überlassen, sofern es das 16. Lebensjahr vollendet hat. Letztlich ist er aber für die Aktionen des Rudergängers verantwortlich. Der Arbeitsplatz des Rudergängers ist der Steuerstand. 

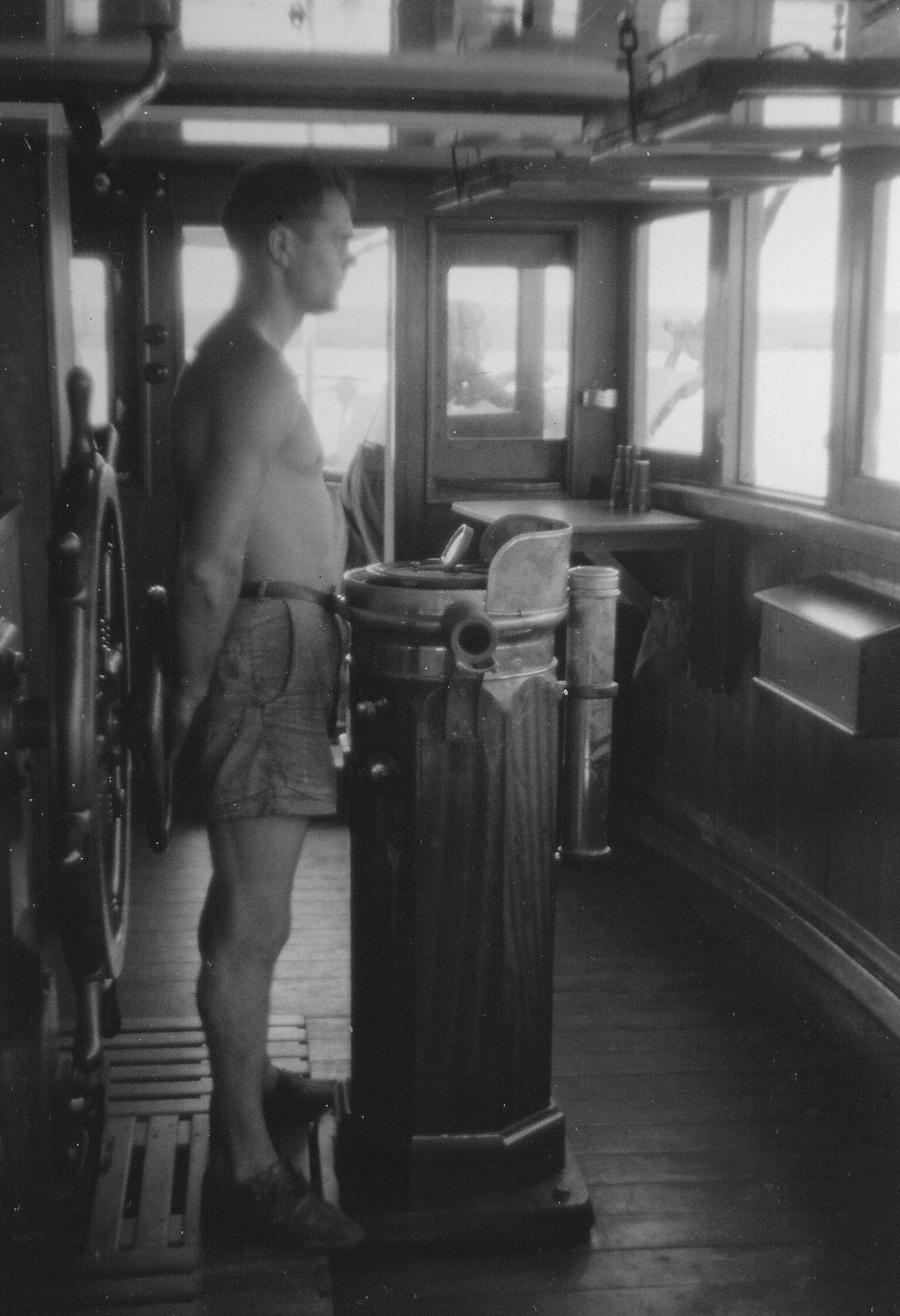
Matrose als Rudergänger auf einem Frachtschiff – 1956
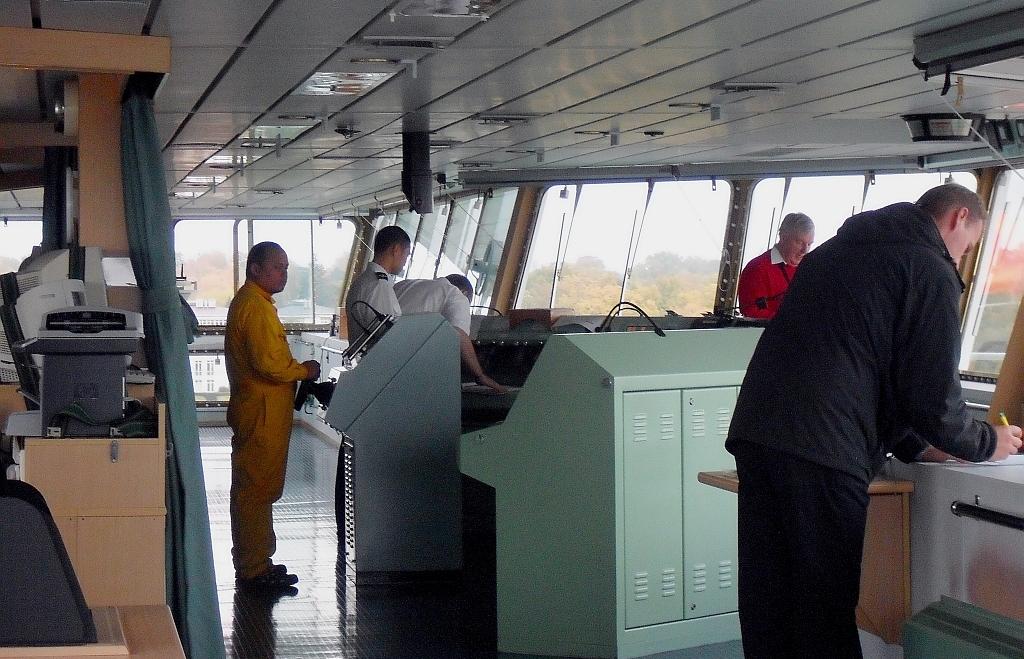
Revierfahrt, Rudergänger auf der Brücke eines Containerschiffs – 2009
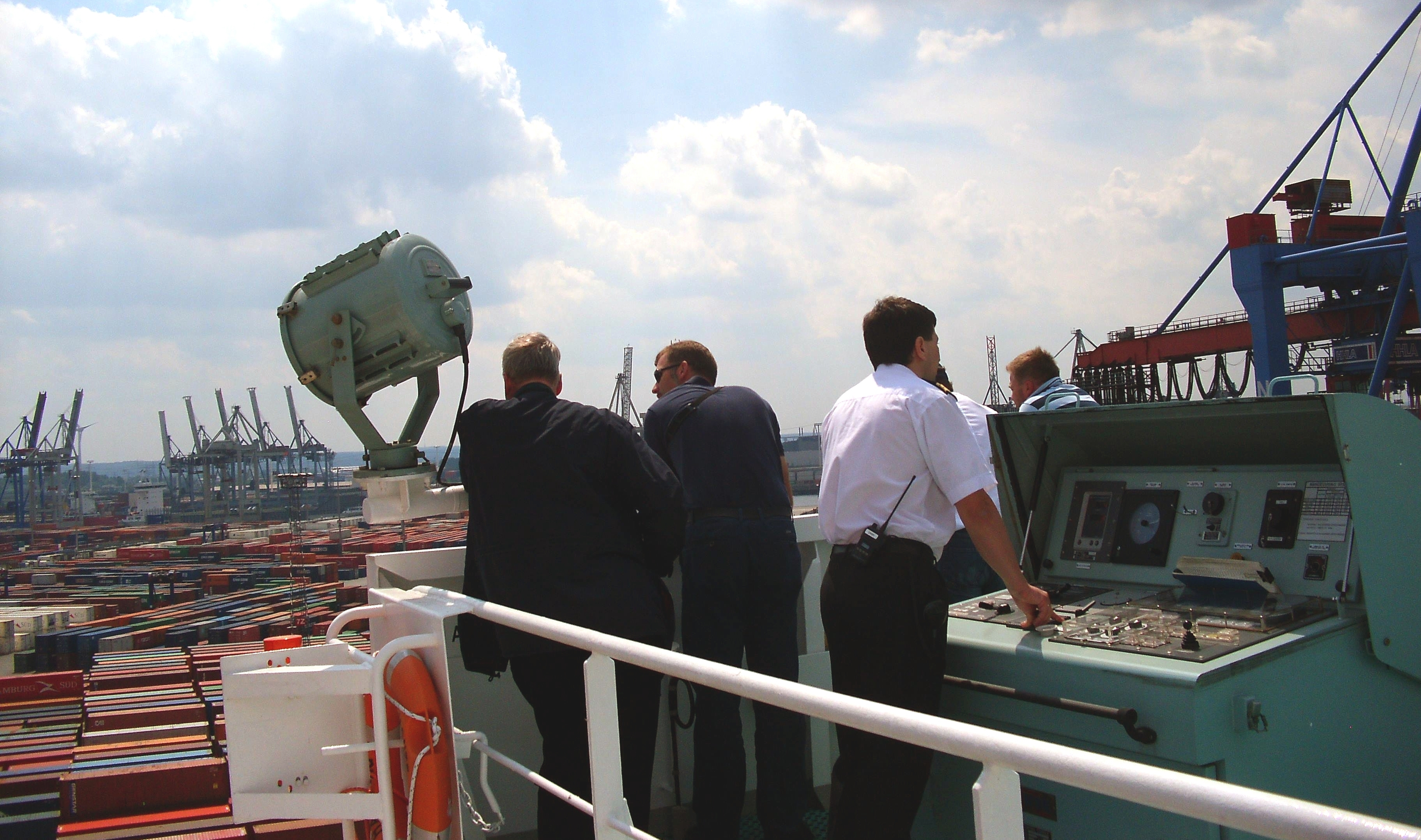
Containerschiff beim Anlegemanöver, Kapitän am Fahr- und Steuerstand in der Backbord-Brückennock – 2009